# Union für Nationale Selbstbestimmung
Union für Nationale Selbstbestimmung (armenisch Ազգային ինքնորոշում միավորում) ist eine armenische Partei, die 1987 von dem sowjetischen Dissidenten Parujr Hajrikjan gegründet wurde und Nachfolgerin der Nationalen Einheitspartei ist.

## Geschichte
Die Partei vertrat ursprünglich eine streng antisowjetische Ausrichtung, setzte sich für die Unabhängigkeit Armeniens von der UdSSR ein und agierte lange Zeit nur im Untergrund. Nach der Unabhängigkeit Armeniens konnte sie bei den Wahlen 1995 drei Sitze in der Nationalversammlung erringen. Seitdem ist sie ohne größere politische Bedeutung geblieben, wenngleich sie mehrmals bei Wahlen antrat.